# Shinkansen Serie 800
El Shinkansen Serie 800 (800系?) es un tipo de tren de alta velocidad japonés operado por la Kyushu Railway Company (JR Kyushu) en la línea Kyūshū Shinkansen. Construidos por Hitachi, los trenes se introdujeron en los servicios Tsubame a partir de marzo de 2004.
La Serie 800 tiene una velocidad máxima en servicio de 260 km/h (162 mph), aunque su velocidad máxima de diseño es de 285 km/h (177,1 mph). Fue uno de los dos ganadores del 45.º Premio Laurel otorgado por el Japan Railfan Club en 2005.
Abandonó la nariz de "pico de pato" de la Serie 700 en favor de una nariz más afilada. La librea es blanca, con una franja roja.
Tras la apertura de toda la ruta del Kyushu Shinkansen el 12 de marzo de 2011, los trenes de la Serie 800 se utilizaron principalmente en los servicios Tsubame con parada en todas las estaciones, que operan principalmente entre Hakata y Kumamoto. También operan algunos servicios Sakura dentro del Kyushu Shinkansen.

## Composición
| Coche No.            | 1   | 2   | 3   | 4       | 5       | 6       |
| -------------------- | --- | --- | --- | ------- | ------- | ------- |
| Denominación         | Msc | Mp  | M2w | M2      | Mpw     | Mc      |
| Numeración           | 821 | 826 | 827 | 827-100 | 826-100 | 822-100 |
| Capacidad (asientos) | 46  | 80  | 72  | 72      | 66      | 56      |

Los coches 2 y 5 están equipados con pantógrafos de un solo brazo PS207K.

## Historial de fabricación
| Tren número | Fecha entrega            | Desguace            | Fabricante |
| ----------- | ------------------------ | ------------------- | ---------- |
| U001        | 30 de agosto de 2003     |                     | Hitachi    |
| U002        | 16 de septiembre de 2003 |                     | Hitachi    |
| U003        | 6 de octubre de 2003     |                     | Hitachi    |
| U004        | 11 de diciembre de 2003  |                     | Hitachi    |
| U005        | 28 de diciembre de 2003  | 16 de marzo de 2018 | Hitachi    |
| U006        | 18 de julio de 2005      |                     | Hitachi    |

El primer tren, el U001, se entregó el 30 de agosto de 2003 (aproximadamente siete meses antes de la apertura del Kyushu Shinkansen entre Shin-Yatsushiro y Kagoshima-Chūō), y el último tren, el U006, se entregó el 18 de julio de 2005. El conjunto U005 se retiró el 16 de marzo de 2018 tras los daños sufridos tras el terremoto de Kumamoto de 2016.

## Interior

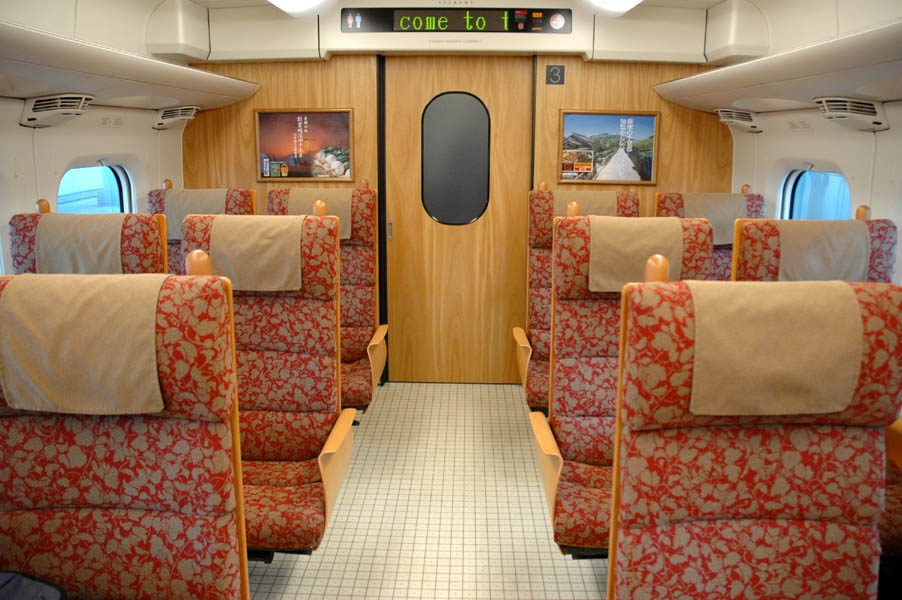
Interior de un tren de la Serie 800

Como una gran parte del recorrido del Kyushu Shinkansen discurre en túnel, los diseñadores prestaron especial atención al diseño interior de la Serie 800 para crear una experiencia de viaje más placentera. Se utilizaron materiales y características de diseño más tradicionales, para emular el ambiente cálido y natural de Kyushu.
Se empleó el color tanino caqui en las paredes, laca antigua en las puertas y una cortina de cuerda tradicional Kyushu de Yatsushiroigusa para el baño. Los asientos muestran remates con combinaciones de madera (frente a los diseños con metal y plástico de trenes anteriores) y están tapizados con tejidos de Nishijin. Las cortinas de las ventanas se fabricaron con listones de ciruelo japonés, y los suelos interiores también están hechos de madera.
Los asientos están dispuestos de cuatro en fondo (2x2), con lugares accesibles para sillas de ruedas e instalaciones de aseo en dos de los seis coches.

## Nueva Serie 800

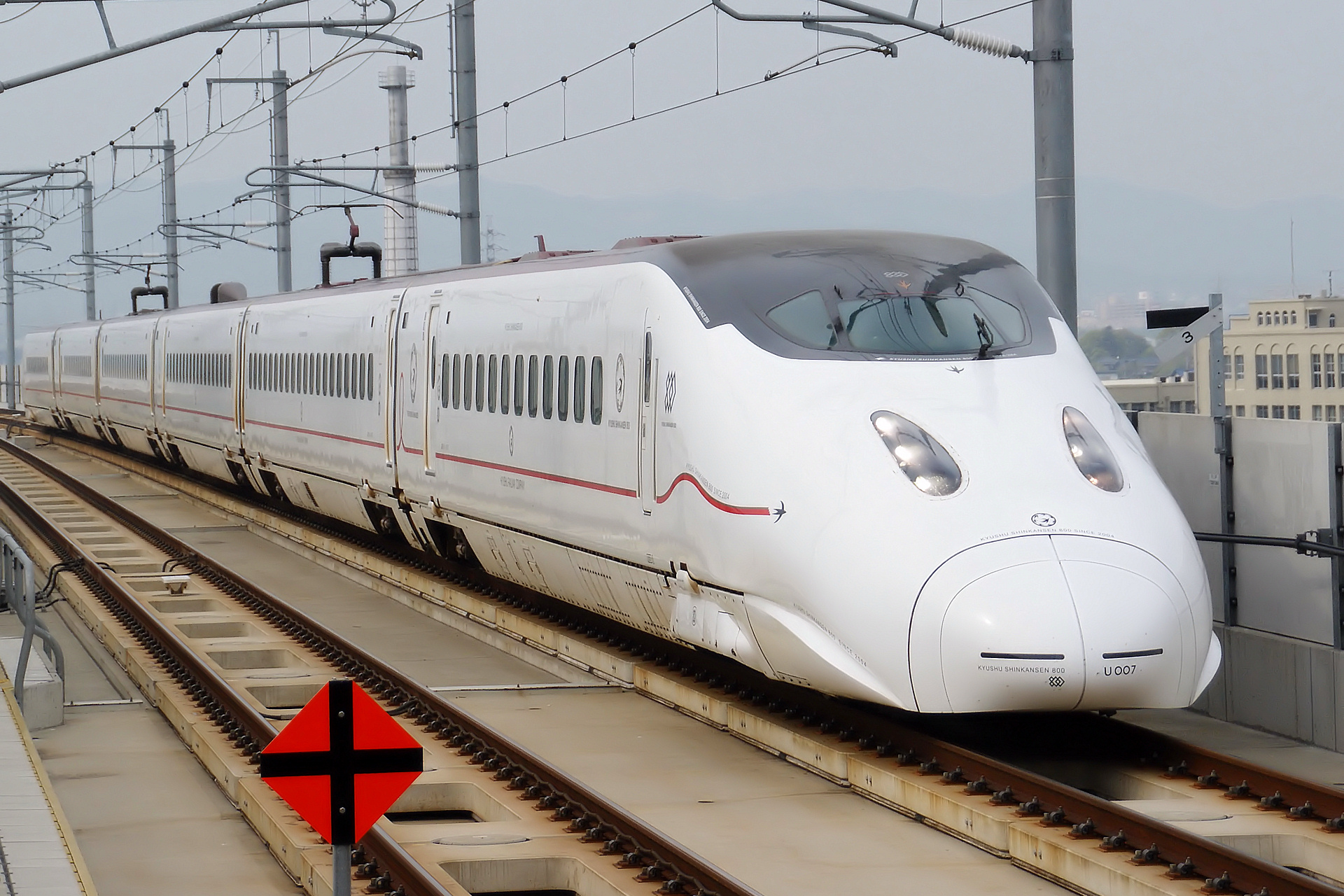
Tren U007 de la nueva Serie 800 (abril de 2011)

El JR Kyushu anunció en diciembre de 2008 que recibiría tres nuevos trenes de la Serie 800 entre el verano de 2009 y el otoño de 2010, antes de la finalización de toda la ruta Kyushu Shinkansen entre Hakata y Kagoshima-Chūō en 2011. El primero del nuevo lote, el tren U007, se entregó en junio de 2009, y entró en servicio el 22 de agosto de 2009. Externamente, los nuevos trenes presentan cambios menores en la decoración con respecto a la franja roja, e internamente, cada coche presenta fundas de asientos de diferentes colores. Los conjuntos U007 y U009 incluyeron equipos de monitorización del estado de la vía, y se numeraron en la Serie 800–1000, mientras que el tren U008 incluye equipos de monitorización de señales y cables aéreos y está numerado en la serie 800–2000.

### Composición
| Coche No.            | 1        | 2        | 3        | 4        | 5        | 6        |
| -------------------- | -------- | -------- | -------- | -------- | -------- | -------- |
| Denominación         | Msc      | Mp       | M2w      | M2       | Mpw      | Mc       |
| Numeración           | 821-1000 | 826-1000 | 827-1000 | 827-1100 | 826-1100 | 822-1100 |
| Capacidad (asientos) | 46       | 80       | 72       | 72       | 58       | 56       |

Los coches 2 y 5 están equipados con pantógrafos de un solo brazo PS207K.

### Historial de fabricación
| Número del tren | Fecha entrega           | Fabricante | Observaciones             |
| --------------- | ----------------------- | ---------- | ------------------------- |
| U007            | 8 de agosto de 2009     | Hitachi    |                           |
| U008            | 19 de marzo de 2010     | Hitachi    | Coches numerados 8xx-2xxx |
| U009            | 24 de noviembre de 2010 | Hitachi    |                           |

### Interior

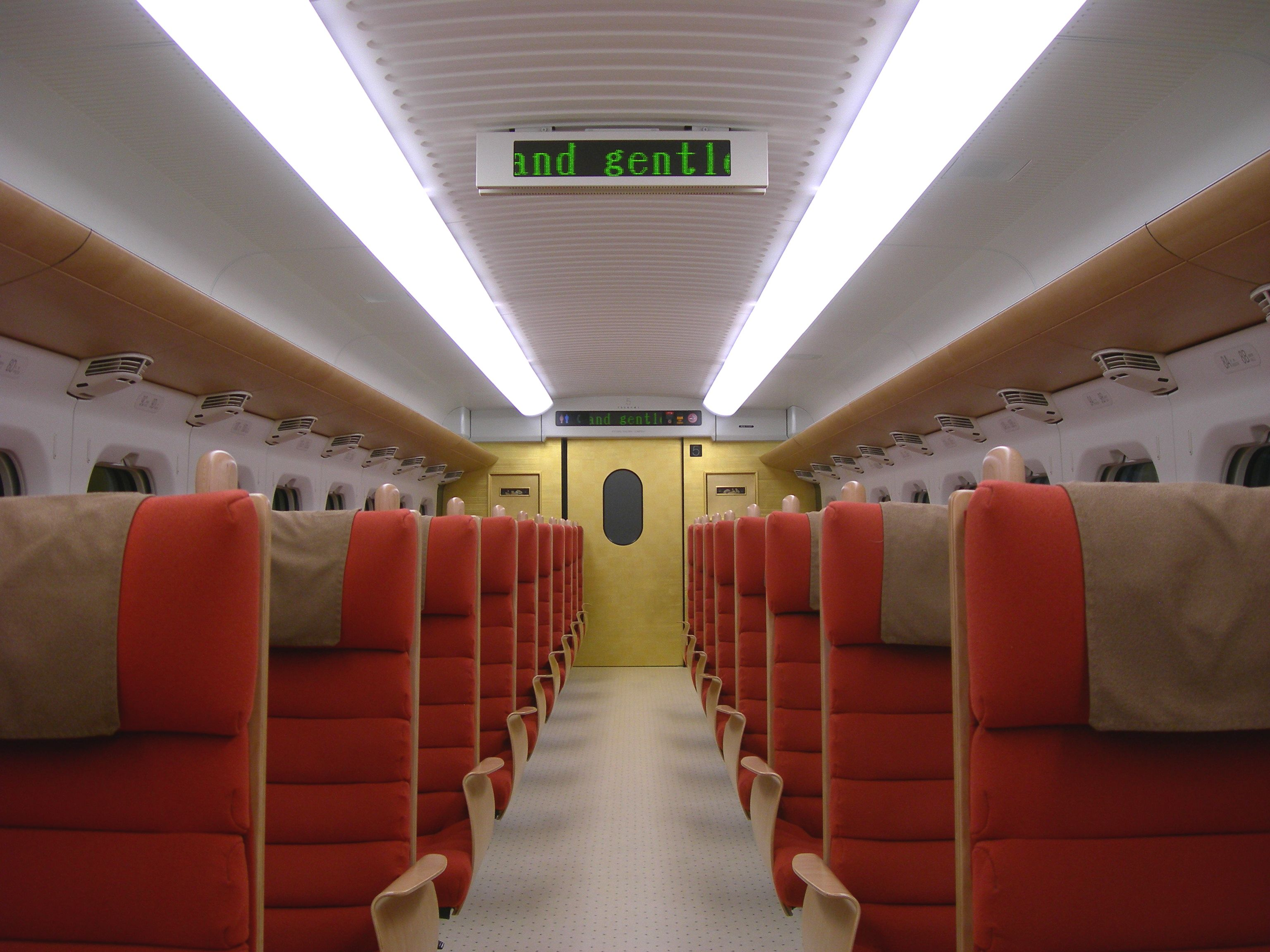
Interior del coche 826-1107 (coche 5 del tren U007)
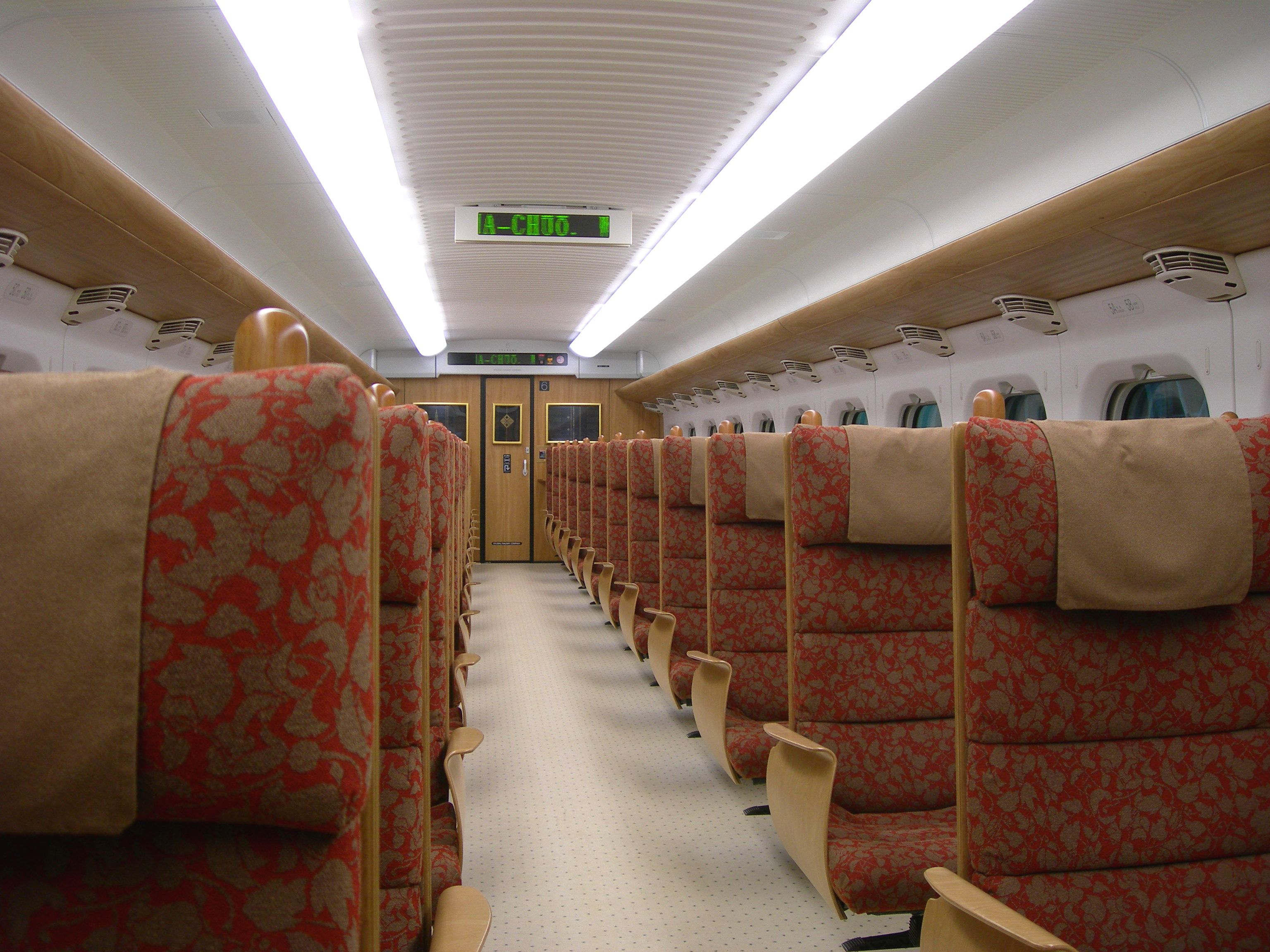
Interior del coche 822-1107 (coche 6 del tren U007)